# Philippa Gould
Philippa Mary Gould, detta Pip (Auckland, 4 dicembre 1940), è un'ex nuotatrice neozelandese.
Specializzata nel dorso, ha partecipato ai Giochi di Melbourne 1956, gareggiando nei 100m dorso, conquistando il 18º posto.